# Nuestra Señora de Roncesvalles
Il galeone a tre ponti Nuestra Señora de Roncesvalles fu Almiranta della flotta della Nuova Spagna.

## Storia
Il Nuestra Señora de Roncesvalles fu il primo galeone a tre ponti prodotto dai cantieri navali della Spagna il cui progetto iniziale risale al 1650. L'unità fu costruita presso il cantiere navale di Pasajes de San Juan e varata nel 1659, lo stesso anno in cui il 7 novembre fu firmato il preliminare del Trattato dei Pirenei, che sanciva la perdita della sovranità spagnola su parte delle Fiandre, dell'Artois, dell'Hainaut e del Lussemburgo, oltre ad accettare la definitiva acquisizione da parte francese della Catalogna del Nord (ad eccezione della città di Llívia), che includeva la città di Perpignano, e l'intera regione del Rossiglione. Il galeone aveva un dislocamento di 1.522 tonnellate, era lungo 87 cubiti, largo 24 in trave e 22 al puntone, ed era armato con 105 pezzi d'artiglieria. Un dispaccio reale al Marchese di Villarubia in data 10 luglio 1659 aveva ordinato il trasferimento della nave appena fosse stata pronta da Pasajes de San Juan a Cadice.
Nel 1660 il galeone partecipò a una parata navale in onore di re Filippo IV di Spagna che, insieme alla figlia Maria Teresa, visitò il porto di Pasajes de San Juan appositamente per vedere la nuova nave che aveva assunto il ruolo di Capitana Real del Mar Océano, mentre era diretto a Madrid dopo la firma del trattato sull'Isola dei Fagiani.  All'epoca, armata con 90 cannoni, era considerata la più grande nave da guerra costruita in Europa. Il nuovo galeone fu subito adattato per essere impiegato come scorta ai convogli mercantili che trasportavano i carichi preziosi provenienti dal Nuovo Mondo lungo la Carrera da India.
In forza alla Flotta di Terra Ferma del 1660 il Nuestra Senora de Roncesvalles, al comando del capitan de mar y guerra Juan Domingo de Echeverri y Rober  salpò da Cadice il 5 novembre dello stesso anno, ritornando a La Coruña il 21 settembre 1661.  Sempre al comando di de Echeverri il galeone riprese il mare il 7 luglio 1662 come Almiranta della flotta della Nuova Spagna, al comando di Nicolás Fernández de Córdoba y Ponce de León, arrivando a Veracruz, in Messico, il 12 settembre.  La Flotta riprese il mare il 13 luglio 1663, arrivando a Sanlúcar nel mese di ottobre. La nave risultava ancora in servizio nel 1665, quando ospitò durante un viaggio di ritorno da Cartagena de Indias il mercante Miguel de Gambarte originario della Navarra che trasferiva 1.600 pesos di proprietà del fattore Giuseppe Bustanzo.

### Annotazioni
1. ↑  Juan Domingo de Echeverri y Rober (generale), San Sebastián 1614?-1675, fu comandante della Flota de Indias e Nueva España nel 1658 e 1666-1667 (4 viaggi). Capitano del galeone Nuestra Señora de Roncesvalles (1658) e del Nuestra Señora de la O (1666).

### Fonti
1. 1 2  Hormaechea, Rivera, Derquì 2012, p. 198.
2. ↑  Duro 1899, p. 45.
3. 1 2 3  Hormaechea, Rivera, Derquì 2012, p. 104.
4. 1 2  Duro 1899, p. 46.
5. ↑  Aladren, Moreno 1979, p. 81.
6. ↑  Todoavante.
7. 1 2  Todoavante.
8. ↑  García-Montón 2022, p. 241.